# غطاء خرساني
الغطاء الخرساني في الخرسانة المسلحة، هي أقل مسافة بين سطح حديد التسليح و السطح الخارجي للخرسانه.

## غرض احتياطات الغطاء الخرساني
يجب أن يكون الغطاء الخرساني أقل عمق له لأسباب:
- لحماية حديد التسليح من العوامل الخاريجية لمنع تآكل حديد التسليح.
- حماية حديد التسليح من الحريق عن طريق عزل حراري .
- حتي لا ينفلت حديد التسليح من الخرسانة عند التحميل.[1]
- ثنائي أكسيد الكربون في الجو يندمج ببطء مع الغطاء الخرساني فيتفاعل مع هيدروكسيدات قلوية و مع كالسيوم هيدروكسيد مما يؤدي إلي كربنة لمعجون الأسمنت.

## تطبيقات إنشائية
تُستخدم الأغطية الخرسانية في المنازل، كباري، المرافق المحلية، وأماكن أخرى أو مشاريع طويلة المدي. يندمج الخرسانة و الفولاذ لجعل:
- سطح خارجي رفيع مقاوم للحريق.
- ا لنظام الإنشائي الأمثل لوضع أسياخ حديد التسليح في الخرسانة.
- الخرسانة و الفولاذ لديهما نفس معامل الحراري، وبالتالي عند البرودة أو السخونة ينكمش أو يطول حديد تسليح بنفس مقدار الخرسانة.

## معرض صور

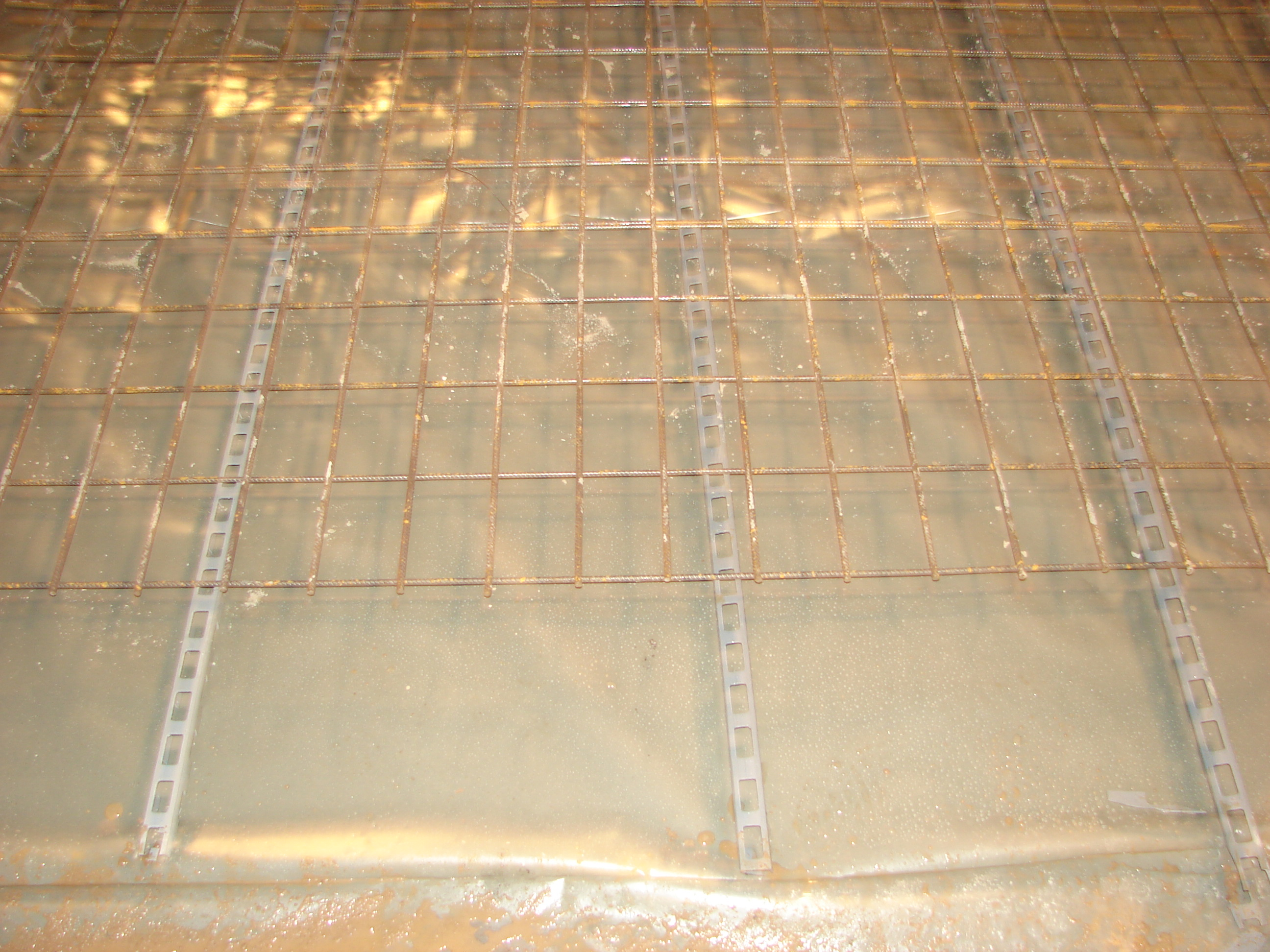
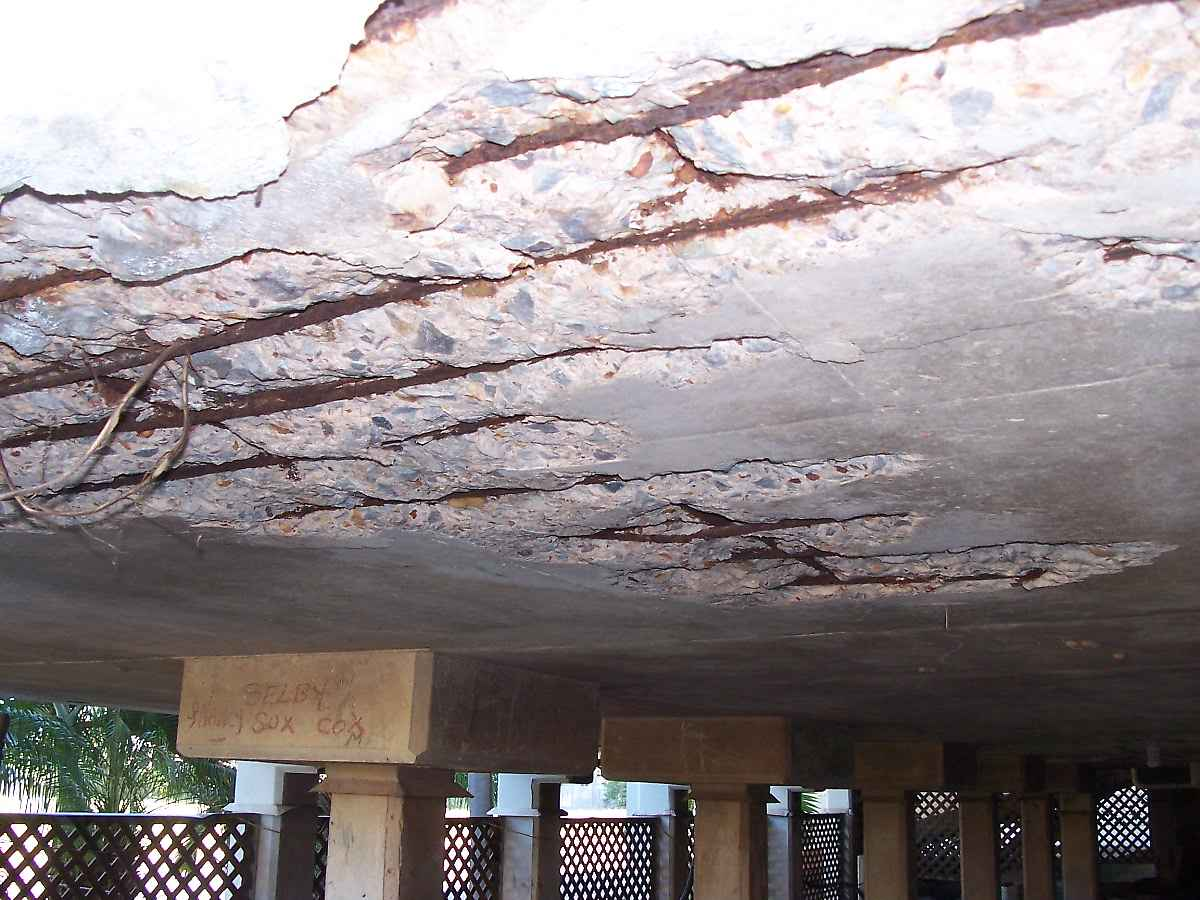
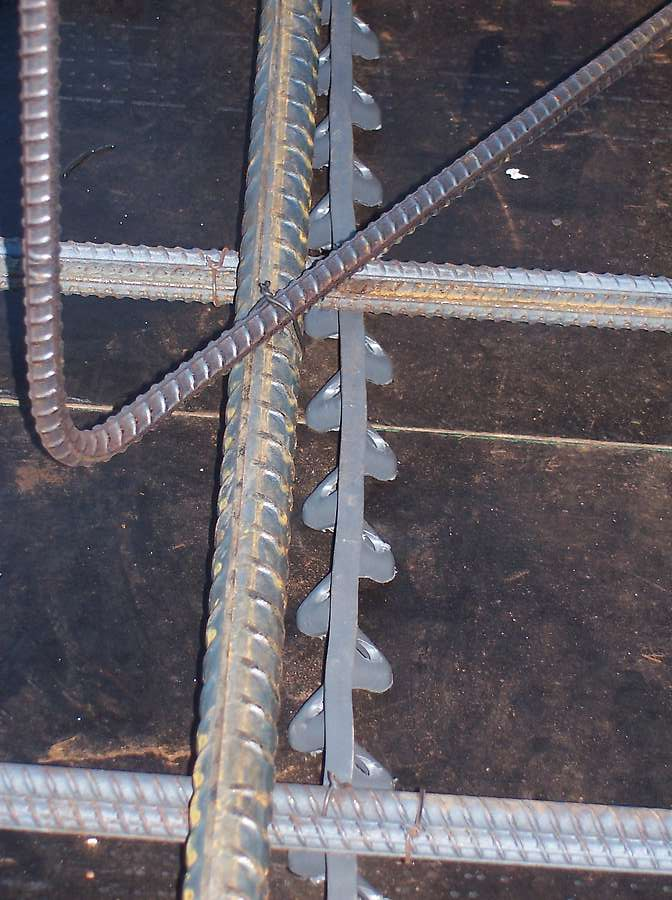
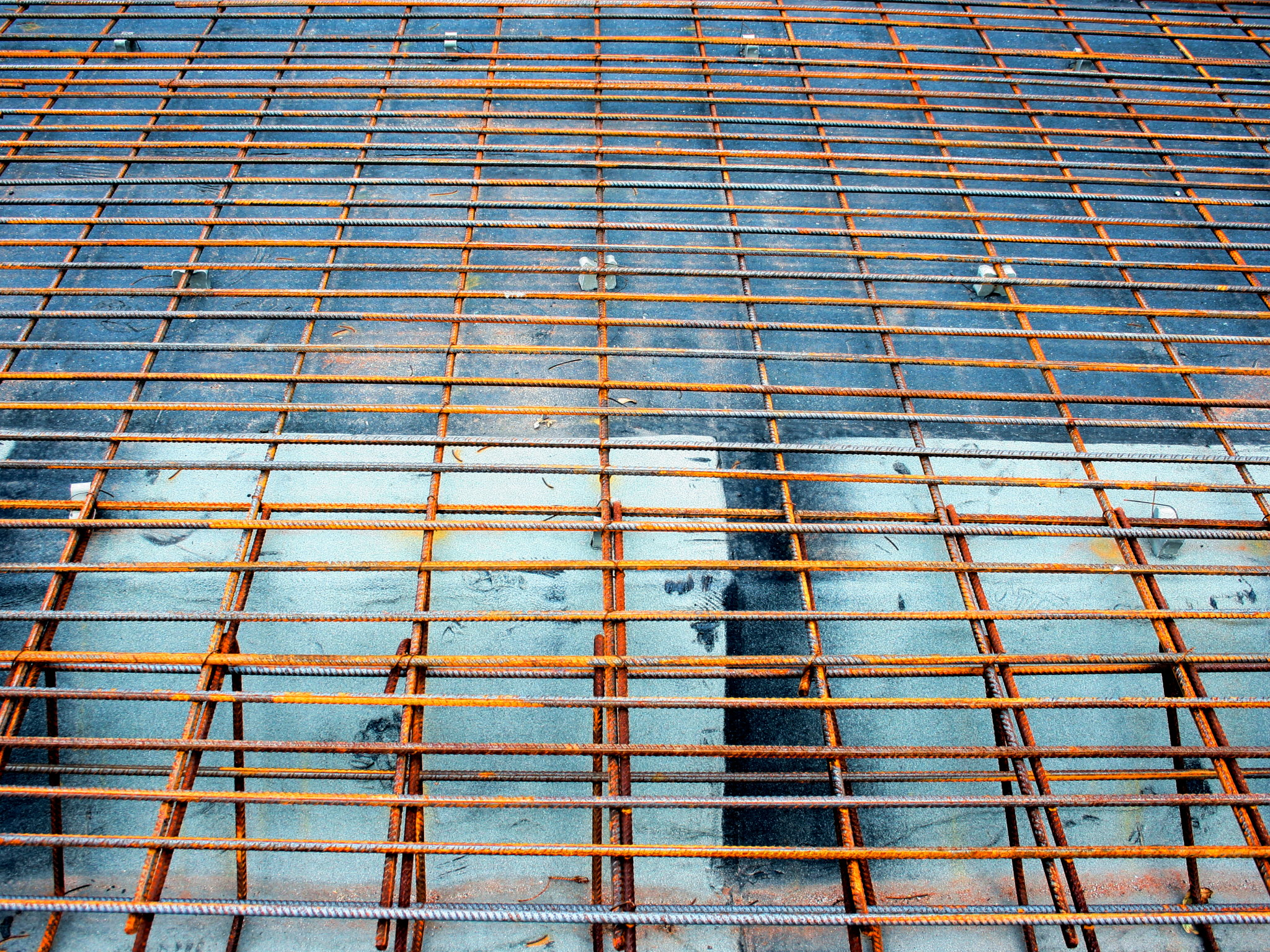
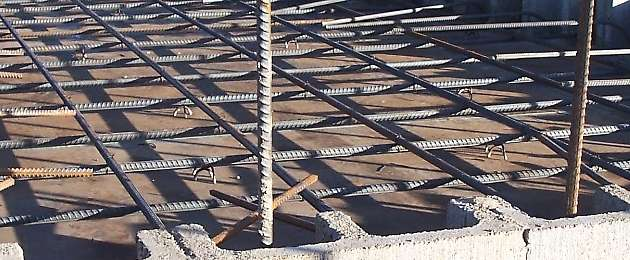

## إحتياطات أخرى للغطاء الخرساني
| البلد    | كود الخرسانة  | غطاء الخرساني (mm) |
| -------- | ------------- | ------------------ |
| بريطانيا | BS:8110       | 25-50              |
| أوروبا   | EN 1992 (EC2) | قطر السيخ +10 - 55 |
| أمريكا   | ACI:318       | 40-50              |
| أستراليا | AS:3600       | 15-78              |